# Proyecto del sello postal
El proyecto del sello postal - en filatelia es la figura ejecutada por el artista, un prototipo de la futura estampilla, presentado al comité (de sellos postales) para la participación en la competencia (evaluación), que precede la fase tipográfica de la impresión de la pieza postal.

## Descripción
El proyecto del sello postal debe distinguirse del ensayo (prototipo impreso, el boceto, que se supone se emitirá para rotación de correo, pero que no se ha realizado) y de la prueba del sello (prototipo impreso de la estampilla, listo para circulación).
Los proyectos de sellos generalmente se efectúan se escala alzada en comparación con los liberados para rotación postal (a escala de 20:1 a 100: 1). Haciendo el diseño de la imagen del modelo, el artista se esfuerza metódicamente en la preparación del sello en consideración. Los textos a veces no se incluyen en el proyecto de las estampillas, ya que ellos se efectúan separadamente de la colección.
Los proyectos de estampillas se encuentran difícilmente, ya que generalmente se hacen en ejemplares únicos como modelos, y no salen a la venta. El acceso a ellos, como norma, lo tienen, quienes trabajan en el sistema mismo. Los proyectos generalmente se conservan en los museos postales y en los archivos postales o con el artista, que tira el proyecto filatélico, a veces van a parar a colecciones particulares. Los proyectos provocan el interés de los coleccionistas, ya que claramente demuestran la primera etapa del proceso creativo de la emisión postal.